# Arthur Upham Pope
Arthur Upham Pope, né le 7 février 1881 et mort le 3 septembre 1969, est un archéologue américain et un historien de l’art iranien.

## Points clefs
Né à Phoenix, dans le Rhode Island, il étudie à l’Amherst College et à l’Université de Californie. En 1920, il épouse Phyllis Ackerman, également historienne de l’art perse. En 1923, il est nommé directeur du California Palace of the Legion of Honor. Deux ans après, il se rend en Perse pour poursuivre ses recherches, avec la fonction de conseiller artistique auprès du gouvernement iranien. Au cours de ses nombreux voyages autour du monde, il donne des conférences et supervise des expositions sur le thème de l’art perse. Il s’attache la collaboration de Richard Ettinghausen, autre historien de l’art islamique à partir de 1930.
Véritables pionniers de l’étude des arts asiatiques, Arthur Pope et Phyllis Ackerman, dédient la majeure partie de leurs travaux à l’étude de l’art, l’histoire, l’héritage culturel perse, ainsi qu’à leurs interrelations. Leurs efforts ont conduit à la fondation en 1925 de l’Institut Américain de l’Art Perse et de l’Archéologie à New York, qui plus tard deviendra l'Asia Institute, où ils poursuivent leurs travaux jusqu’à leur retraite.
On attribue fréquemment à Pope, la paternité de la résurrection de l’intérêt des Iraniens pour leur histoire, au cours de l’ère Pahlavi : Reza Shah aurait été particulièrement ému par le discours nationaliste perse de Pope en 1925.
Pendant la Seconde Guerre mondiale, proche de Roosevelt, il fonde en 1940 et dirige un éphémère Comité sur le sentiment national créé pour infléchir la communication gouvernementale en matière d'information de guerre.
Pope est nommé Président de l’Association internationale de l’art iranien en 1960 et en 1964, il est invité avec Phyllis Ackerman à déménager l’Asia Institute dans le cadre magnifique du Narenjestan-e Ghavam de Chiraz. Le déménagement a lieu en 1966, l’Asia Institute devient ainsi un centre de recherche, de publication et d’études indépendant. Les chercheurs résideront alors en permanence en Iran, où ils finiront leurs jours. Après leur mort, un magnifique mausolée leur est dédié dans un parc baptisé « Parc du Professeur Pope », au bord de la rivière Zayandeh rud à Ispahan, ville qu’ils affectionnaient tout particulièrement. L’Iran de cette manière rend aux deux chercheurs un hommage sans précédent pour des étrangers, les remerciant ainsi d'avoir consacré leurs vies à l'art, à l'histoire et à la culture perses.
Cependant, après la révolution iranienne de 1979, le professeur Pope est accusé d'avoir organisé l'exportation en contrebande de nombreuses pièces archéologiques au profit des musées américains.

## Principaux ouvrages
- (en) Arthur Upham Pope, Persian Architecture, Londres, 1965
- (en) Arthur Upham Pope, A Survey of Persian Art from Prehistoric Times to the Present, New York, Charles Scribner’s Sons, 1931